# Bernard Belloc
Pour les articles homonymes, voir Belloc (homonymie).
Bernard Belloc, né le 7 août 1948 à Montauban et mort le 30 juin 2025 à Toulouse, est un économiste et universitaire français.
Il est professeur des universités en sciences économiques à l'université Toulouse-I-Capitole, puis président de 1998 à 2003. Il préside aussi la Conférence des chefs d'établissement de l'enseignement supérieur de 2000 à 2002. À partir de septembre 2012, il occupe le poste de conseiller stratégique de SKEMA Business School.

## Biographie

### Études et début de carrière
En 1969, il obtient une licence ès sciences économiques à l'université de Toulouse et entame ses études de troisième cycle en devenant assistant d'économie à l'IUT de l'université Toulouse-III.
Il soutient sa thèse de doctorat d'État ès sciences économiques à l'université de Toulouse en 1978 sous la direction du professeur Jean Vincens, intitulée Équilibre et déséquilibres dans la théorie de la production. Il devient alors maitre-assistant.
En 1982, toujours à Toulouse, il soutient une thèse de 3e cycle en économétrie intitulée Théorie des contrats incitatifs en stratégie dominante avec asymétries d'information.
En 1984, il obtient l'agrégation en sciences économiques et devient professeur des universités à l'université Bordeaux-I, au sein du laboratoire LARE.
En 1987, il est muté à l'université Toulouse-I au sein du laboratoire GREMAQ.

### Vice-présidences
En 1988, Bernard Belloc est élu au conseil d'administration de l'université Toulouse-I, siège qu'il occupera jusqu'en 1998. Il est nommé 1er vice-président et entame une mission pour la reforme des premiers cycles universitaires à la demande du ministère de l'Enseignement supérieur et de la Recherche.
En mars 1990, il est également élu directeur de l'UFR des sciences économiques de l'université.
En 1993 il est nommé vice-président délégué aux moyens et président la commission du budget de son université et quitte alors la 1re vice-présidence.
En 1996, il devient chargé de mission au sein du ministère l'Enseignement supérieur et de la Recherche jusqu'en décembre 1997.

### Présidence de l'université Toulouse-I
En 1998, il est élu pour un mandat de 5 ans à la présidence de l'université Toulouse-I et perd alors toutes ses autres responsabilités administratives au sein de l'université,.
En décembre 2000, il est élu 1er vice-président de la conférence des chefs d'établissements de l'enseignement supérieur pour un mandat de 2 ans.
En décembre 2002, il ne se représente pas à la vice-présidence de la conférence.
En avril 2003, il est chargé par le ministère de l'Éducation nationale qui se charge alors du portefeuille de la recherche, d'une mission de réforme du statut d'enseignant-chercheur. Il achève sa mission et sa présidence de l'université prend fin en novembre.
Après la fin de son mandat, il est président honoraire de l'université Toulouse-I.
Il entame alors une année sabbatique avec des missions à l'étranger pour le compte, notamment, du ministère des Affaires étrangères,.

### Conseiller à la présidence de la République
De 2005 à 2007 il est conseiller scientifique pour l'Ambassade de France à Pékin. Peu après l'accession à la présidence de la République de Nicolas Sarkozy, il est nommé conseiller « université et recherche » auprès de celui-ci.
Son action en tant que conseiller est fortement inspirée par le modèle de l'université publique californienne.
En septembre 2012, après la défaite de Nicolas Sarkozy à l'élection présidentielle, il devient conseiller stratégique à la direction générale de l'école de commerce Skema notamment quant au développement de son campus chinois.

### Responsabilités diverses
Il est de 1992 à 1996 vice-président à la 5e section du Conseil national des universités, section dont il sera membre de 1992 à 1998.
De 1995 à 1996 : président de la Conférence nationale des doyens et directeurs de facultés de sciences économiques
Depuis 2017, il est délégué territorial du Tarn-et-Garonne au sein de la Fondation du patrimoine, fondation créée par la loi du 2 juillet 1996 et présidée par Guillaume Poitrinal.

## Prises de position

### Présidence des universités
Bernard Belloc soutient une réforme du fonctionnement de la présidence des universités, notamment à cause du décalage existant entre la durée du mandat de président (5 ans) et celle des membres des conseils (4 ans), créant à la fois une situation de possible « cohabitation » du président avec des conseils lui étant défavorables. D'autant que la loi ne permettait pas au conseil d'administration de voter la défiance du président et ainsi de le démettre de ses fonctions. Il est également contre le caractère unique du mandat présidentiel dans les universités.
La loi LRU proposée par Valérie Pécresse alors qu'il était conseiller à l'Élysée viendra effectivement modifier le statut du président d'université, ramenant son mandat à 4 ans renouvelable 1 fois. Un mécanisme permettant au conseil d'administration d'un université de voter la défiance du président est également introduit par la loi.

### Statut des enseignants-chercheurs
En 2003, le rapport qu'il émet sur le statut des enseignants chercheurs qui n'a que peu varié depuis la loi Savary et le décret du 11 janvier 1984 ne connait pas un grand écho auprès du gouvernement.
En tant que conseiller de la présidence, il permet l'adoption de certaines reformes issues de son rapport. Notamment le décret no 2009-462 du 23 avril 2009 qui vise à revaloriser les carrières des maitres de conférence.
D'autres textes législatifs permettront de faire évoluer la prise en compte des trois missions statutaires des enseignants-chercheurs (enseignement, recherche et administration) en permettant des modulations de service et des décharges d'enseignement pour projets scientifiques lourds ou pour responsabilités administratives.

### Regroupement d'universités
En tant que conseiller « université » auprès du président de la République il milite pour la création de grands regroupements universitaires, avec la création des PRES.

### Soutien à Nicolas Sarkozy
Lors de l'élection présidentielle française de 2012, il a signé avec 18 autres économistes un appel pour voter Nicolas Sarkozy au second tour.

## Polémiques
Le 22 janvier 2009, le président Nicolas Sarkozy prononce un discours sur la réflexion pour une stratégie nationale de recherche. Ce discours est violemment reçu par la communauté universitaire qui voit une forme de mépris.
Bernard Belloc reconnait avoir été en partie à l'origine de ce discours en tant que conseiller du président. Sans se démarquer du fond, il indique cependant ne pas être à l'origine des formules blessantes ou ironiques qu'il contient en s'en démarque alors sur la forme.

## Publications scientifiques
Bernard Belloc est l'auteur d'une vingtaine de publications scientifiques dans des revues. Il n'a plus publié après 2003.

## Décorations
- Chevalier de la Légion d'honneur. Il est fait chevalier le 11 avril 2001[15].
- Officier de l'ordre national du Mérite par décret du 15 novembre 2018[16].
- Commandeur de l'ordre des Palmes académiques
- Chevalier de 1re classe de l'ordre royal norvégien du Mérite

## Distinctions
- Lauréat du prix de l'Association française de science économique (AFSE)

## Ouvrages
- Relations de dualité et choix des méthodes de production dans les modèles à production liée, Université des sciences sociales, Toulouse, Faculté des sciences économiques, 1975, avec Jean Frayssé (Auteur). ASIN : B0014MO46E
- Besoins d'emploi et complémentarités intertemporelles des structures productives, Université des sciences sociales, Toulouse, Faculté des sciences économiques, 1978. ASIN : B0014LI2P4
- Théorèmes de comparaison pour des équations intégrales de Volterra à noyaux de signe quelconque, Université des sciences sociales, Toulouse, 1978. ASIN : B0014M1L1A
- Taux de croissance démographique et adaptation de la structure professionnelle de la population active : Quelques exemples d'oppositions entre croissance démographique et évolution économique, Université des sciences sociales, Toulouse, Faculté des sciences économiques, 1978. ASIN : B0014LETAQ
- Programmes de production efficients, croissance équilibrée et analyse néo-autrichienne, Université des sciences sociales, Toulouse, 1978. ASIN : B0014LM03O
- Croissance économique et adaptation du capital productif, Economica, 1980  (ISBN 271780286X)